# Ace High (film)
Ne doit pas être confondu avec ACE High ou Aces High.
Pour plus de détails, voir Fiche technique et Distribution.
Ace High est un film muet américain réalisé par Lynn Reynolds, sorti en 1918.

## Fiche technique
- Titre : Ace High
- Réalisation : Lynn Reynolds
- Scénario : Lynn Reynolds
- Photographie : Devereaux Jennings, William A. Reinhart, George Richter
- Producteur : William Fox
- Société de production :  Fox Film Corporation
- Société de distribution :  Fox Film Corporation
- Pays de production :  États-Unis
- Langue : film muet avec les intertitres en anglais
- Métrage : 1 500 m (5 bobines)
- Format : Noir et blanc — 35 mm — 1,33:1 — Muet
- Genre : Film dramatique
- Durée : 50 minutes
- Date de sortie : 
  - États-Unis : 9 juin 1918

## Distribution
- Tom Mix : Jean Rivard
- Lloyd Perl : Jean Rivard à 10 ans
- Lewis Sargent : Jean Rivard à 15 ans
- Kathleen O'Connor : Aneette Dupre
- Virginia Lee Corbin : Annette Dupre (enfant)
- Lawrence Peyton (en) : Jack Keefe
- Colin Chase (en) : Baptiste Dupre
- Jay Morley (en) : Harvey Wright
- Pat Chrisman : Louis Cartier